# Rolands Štrobinders
Rolands Štrobinders (né le 14 avril 1992) est un athlète letton, spécialiste du lancer de javelot.
Le 28 mai 2015, il établit son record personnel à 83,37 m à Riga, après l'avoir porté à 83,10 m à Valmiera en 2014.